# Bohuși, Berezne
Bohuși (în ucraineană Богуші) este un sat în comuna Tîșîțea din raionul Berezne, regiunea Rivne, Ucraina.

## Demografie
Componența lingvistică a localității Bohuși
     Ucraineană (99,92%)
     Alte limbi (0,08%)
Conform recensământului din 2001, majoritatea populației localității Bohuși era vorbitoare de ucraineană (99,92%), existând în minoritate și vorbitori de alte limbi.